# Hemleben (Adelsgeschlecht)

Wappen derer von Hemleben

Die Familie von Hemleben, auch Hemleiben, Hemeleybin, Hemeleiben, Hemeleyben, Himleiben geschrieben, waren ein thüringisches, ritterliches Burgmannengeschlecht, aus dem gleichnamigen Ort Hemleben südlich von Heldrungen. 

## Geschichte
Sie gehörten 1234 zu den Vasallen der Grafen von Rabenswald. Erstmals wurde 1280/1284 Ludewicus de Hemeleiben erwähnt, dann 1292 Ludwig und sein Bruder Friedrich und 1296 Heinrich von Hemeleiben.  Im 14. Jahrhundert sind im Jahre 1314 Friderico und Ludevico de Hemeleiben, 1325 Heinricus de Hemeleiben, consul der Stadt Erfurt, und 1334–1349 Heinrich und Friedrich als milites und castrenses zu Beichlingen beurkundet. Melchior von Hemleben wird im Jahre 1499 erwähnt, scheint jedoch der letzte männliche Spross des Geschlechts gewesen zu sein.

## Wappen
Das Wappen zeigt zwei schräge Balken. Die Familie war wappenverwandt mit den Herren von Trebra. 